# Fernão de Camargo
Capitão Fernão de Camargo, apelidado o Jaguaretê, ou o Tigre, (São Paulo, 1595 — São Paulo, 29 de dezembro de 1679) foi um Bandeirante Paulista.
Segundo o historiador Pedro Taques de Almeida Pais Leme, Fernão de Camargo foi protagonista da briga das famílias Pires contra Camargo após episódio em que teria assassinado Pedro Taques, parente homônimo do historiador, com um golpe de espada no largo da Matriz da Villa de São Paulo.

## Origens
Filho de Jusepe Ortiz de Camargo (nascido en 1572 e morto em São Paulo em 1613), deu origem à célebre guerra entre Pires e Camargos que ensanguentou São Paulo por 20 anos no século XVII. A família era sevilhana e se queria descendente do navegador Alonso de Camargo. Jusepe se estabeleceu por volta de 1585 em São Paulo onde deixou numerosa descendência de seu casamento com Leonor Domingues, morta em 1630, filha de Domingos Luís, dito o Carvoeiro, e de Ana Camacho; Leonor é por isso chamada às vezes Leonor Domingues Carvoeiro. Também era tetraneto de João Ramalho.
Eram irmãos de Fernando: José Ortiz de Camargo, o capitão Francisco de Camargo, o Capitão Marcelino de Camargo e Jerônimo de Camargo. Sua irmã Mariana de Camargo casou em 1634 em São Paulo com Bartolomeu Bueno, o Moço, filho do sevilhano do mesmo nome e de Maria Pires, e viúvo de Agostinha Rodrigues, morta em 1630; casou por segunda vez em 1638 com Francisco da Costa Valladares, capitão de infantaria, natural de Portugal.
Silva Leme descreve sua família no Vol. 1 pág. 178 e 179 (Tit Camargos) da sua Genealogia Paulistana.

## Bandeira
Em março de 1635 partiu de Santos a chamada bandeira de Aracambi, exploradora e batedora, chefiada por Fernando de Camargo e Luís Dias Leme, para a região do Tape. Após a destruição do Guairá (1628 -1632) os missionários castelhanos passaram com os índios escapados para o sul, fundando novas doutrinas na mesopotâmia dos rios Paraná e Uruguai, estabelecendo aldeias entre as já ali existiam e, em menos de dois anos, alastraram-nas pelo interior, conquistando a região virgem do Tape assentaram as reduções no trato que abrangia a Oeste o rio Ibicuí, ao Norte a Serra Geral, a Leste o vale do rio Caí e a Sul a vizinhança da serra dos índios Tapes - parte da antiga e vaga região que os antigos paulistas chamavam "dos Patos", sem limites definidos e onde, desde 1548, iam à cata de escravos vermelhos; outros para o norte, à margem direita do rio Paraná, em território propriamente paraguaio e nesgas do baixo Mato Grosso. O Guairá desviara a rota dos Paulistas - mas retornavam a ela, obedecendo a Lemes e Camargos.
Esta bandeira foi a iniciadora da invasão das reduções jesuíticas do Rio Grande do Sul pelos Paulistas pois já em 1638 sairia a de Antônio Raposo Tavares.
Foi o cabeça do movimento de expulsão dos jesuítas em 1640; seria um dos chefes, com o irmão José Ortiz de Camargo, da célebre luta contra os Pires capitaneados por João Pires e seu genro Francisco Nunes de Siqueira, abriu diversos pontos de tropeiros ao longo de sua Bandeira, entre as quais a instalação de um ponto de parada de tropeiros, chamado "Campinas do Mato Grosso", o qual viria a dar surgimento à futura Vila, e mais tarde Cidade de Campinas.